# R.wan
Erwan Séguillon, dit R.wan, né le 31 janvier 1974 à Épinay-sur-Seine, est un auteur compositeur interprète français. Chanteur et leader du groupe Java, il se lance en 2006 dans une carrière solo, en parallèle à la vie du groupe. À partir de 2014, il fonde le groupe Soviet Suprem.

## Les débuts
R.wan est le fils du journaliste Pierre-Luc Séguillon (1940-2010),. Il grandit à Vitry-sur-Seine. Avant de se lancer en musique, il fait des études  de géographie}.

## Les albums solo

### Le troisième albumPeau rouge(2012)
Le premier titre Peau rouge est plein d’humour et d’énergie, le deuxième Le CRS mélomane fait rire et se plaindre sous les coups de matraques, tragique dans le comique, la mélodie dans le texte. Certains morceaux – Maudit sort, Trois fées – font à nouveau penser à Gainsbourg, tandis que l'atmosphère du bal du samedi soir revient avec La Maffia, et Boby Lapointe avec Julie… Enfin Le papier d’Arménie rappelle dans une ambiance cotonneuse qui berce nos oreilles de pudiques évocations de la mémoire qui se consume, dessinant avec sensibilité, les spirales de fumée d’un génocide dont l’oubli et la négation rajoute au drame : « Une fumée de martyrs, que l’armée nie en bloc… »[source secondaire souhaitée].

### Quatrième albumCurling
Le titre « Paris en bouteille » n'est composé que de sons de bouteilles et de quelques notes de clavier. « Les palmeraies » est une valse lancinante au piano. Tom Fire fait une apparition sur le groovy « Faites l’amour, c’est pas la guerre ». On passe de la chanson française pure et dure avec « Le ventre de Paris » à la trip-hop avec « À l’assaut » et l’intrigante conclusion nommée « Looping ». Le morceau Berbère raconte une histoire d’amour moderne entre un Breton et une Berbère. L'album se nomme Curling, en référence au Dude de Big Lebowsky[réf. nécessaire], et à l'expression argotique « être curling ».